# 美川村 (愛媛県)
美川村（みかわむら）は、愛媛県の中予地方にあった村。上浮穴郡に属した。2004年8月、町村合併により久万高原町となった。
人口2,500人弱の山村であり、美川茶などで知られている。昭和の合併当時は人口9,600人を数えたと言うが、平成の大合併直前には2,500人と約4分の1へと激減した。

## 地理

### 位置・地形
美川村は愛媛県の中部の山間地、久万と柳谷との間に位置する。国道33号を松山市から46キロメートル、高知市から76キロメートルの地点にある。
西日本最高峰・石鎚山に源を発した面河川は美川村の御三戸で久万川と合流、南流し、700mにも達するほど深いV字型峡谷を形成しつつ四国山地を横断する。面河川はやがて柳谷村を経由して高知県に至る。面河川は仁淀川の上流のことであるが、愛媛県側の部分を慣習的に面河川と呼ぶことがある。

### 町名の由来
昭和の市町村合併の際に考案された。村内を面河川と久万川とが合流し、やがて仁淀川となって流れることから、三つの川の「み」、面河川は古名を「味川」と称したこと、御三戸（みみど）呼ばれる地に役場がおかれたこと、美しい自然の「美」などから「美川」としたもの。古味という集落も村内にある。

### 集落
美川村内には43の集落があるが、いずれも小規模で山肌の中腹のうち比較的傾斜の緩い地域に分散して位置し、久万川と面河川に沿って走る国道33号からはかなり上にある集落が多い。そのため国道沿線には集落らしい集落は目にすることができない。御三戸付近に公共施設が集中しており、中心地と判別できる。

## 歴史
- 藩政期には伊予松山藩に属する。
- 明治初期には11の村があった。
仕出、東川、七鳥、日野浦、中黒岩、上黒岩、大川、有枝、久主、黒藤川、沢渡
- 1955年（昭和30年）3月31日 - 弘形村・仕七川村・中津村の半分（大字中津を除く部分）が合併し、美川村となる。
- 1959年（昭和34年）3月31日 - 大字七鳥の一部が分離し、久万町、川瀬村、父二峰村と合併して、久万町を新設。
- 2004年（平成16年） - 上浮穴郡内4か町村の合併により久万高原町となり、自治体としての美川村の歴史を閉じる。

## 行政

### 行政
村長
- 初代 - 土居通栄: 昭和30年4月〜昭和34年4月
- 2代 - 新谷優: 昭和34年4月〜昭和50年4月、四期。昭和36年、昭和43年、昭和46年は無投票
- 3代 - 天野登: 昭和50年4月〜昭和62年4月、三期
- 4代 - 木下久敬: 昭和62年4月〜合併時（最後の村長）
昭和62年の選挙は天野登が立候補。平成3年は無投票。
かみうけな合併協議会の会長も務めた。

庁舎
国道33号と面河村方面へと向かう国道494号の合流点となる御三戸（みみど）と呼ばれる集落にある。近隣には、中学校、診療所、消防分室等の公共施設はあるが、商店街等は地形の関係で形成されていない。
平成の市町村合併
美川村にとって、上浮穴郡の町村の合併でほとんど異存はなかった。むしろ、新町は愛媛県内で最大の面積を有し、かつ山村ばかりであるため、集落間あるいは旧役場・中心地間の距離が遠く、合併後の効率的な行政運営が大きな課題となることが予想された。

### 姉妹都市
姉妹都市というわけではないが、全国の「美」の付く町村との交流がある。
徳島県美郷村、岡山県美甘村、岐阜県美並村、三重県美里村、三重県美杉村、和歌山県美山村、長野県美麻村、茨城県美和村、茨城県美浦村

## 経済・産業
農林業主体
産物: ハウスイチゴ、ピーマン、茶、大根、しいたけ、肉用牛、養蚕

## 教育
高等学校
- 村内に高等学校はなく、隣接する久万町に愛媛県立上浮穴高等学校がある。松山市内の高校への通学可能圏内でもある。

中学校
- 久万高原町立美川中学校

小学校
- 久万高原町立仕七川小学校
- 久万高原町立美川小学校

### 社会教育
公民館
- 二箆
- 黒藤川
- 美川南
- 美川西
- 東川
- 仕七川

## 交通
国道33号が中心軸であり、ほとんどすべての道路がこの道路から枝分かれしている。柳谷村との間には通行規制区間がある。

### 道路
国道
- 国道33号
- 国道494号

県道
- 愛媛県道12号西条久万線

道の駅
- 道の駅みかわ

## 観光
山岳・渓谷の観光が主体となっている。
- 観光地・名所旧跡
御三戸嶽、岩屋寺、上黒岩遺跡、考古館、旧山中家住宅、四国カルスト、大川嶺、美川スキー場、御三戸遊園地など
御三戸嶽は別名、「軍艦岩」と呼ばれる。石灰岩が水中から突起した岩。県名勝指定。
- イベント
美川スキーカーニバル、川まつり、秋祭り、アドベンチャーフェスティバル
- 特産物
手延べ素麺、手延べうどん、山菜類、シイタケ、美川茶、アメノウオ、アユなど